# Coratella
La coratella est une spécialité culinaire italienne préparée à partir des différents abats d'agneau (poumon, cœur, foie, thymus) mijotés avec des oignons dans du vin blanc et de l'huile d'olive.
C'est historiquement un plat populaire peu coûteux qui petit à petit est devenu traditionnel des cuisines laziale et ombrienne. Dans la province de Rome, ce plat est classiquement accompagné d'artichauts(carciofi alla romana) cuits à la vapeur et farcis d'ail, persil et menthe ou à la juive (carciofi alla giudia), c'est-à-dire frits entiers dans l'huile d'olive. Il est traditionnellement consommé durant les fêtes pascales. En Ombrie, nommé coratella di agnello al sugo, sa cuisson se termine dans un coulis de tomates aromatisé de sauge, romarin, vin blanc et piments.